# أليس جونغ
أليس جونغ (بالإنجليزية: Alice Jung)‏ هي دراجة أمريكية، ولدت في 23 أبريل 1982 في كوريا الجنوبية.